# Françoise Dorléac
Françoise Dorléac (Parigi, 21 marzo 1942 – Villeneuve-Loubet, 26 giugno 1967) è stata un'attrice francese.

## Biografia
Figlia degli attori e doppiatori Maurice Dorléac e Renée Deneuve, e sorella di Catherine Deneuve, all'età di dieci anni iniziò a recitare in teatro, accanto a Gaby Morlay. Dal 1957 al 1961 studiò presso il Conservatoire national supérieur d'art dramatique di Parigi e lavorò come modella per Christian Dior. La sua prima apparizione cinematografica risale al 1957, nel cortometraggio Mensonges. Di bellezza pallida e delicata, fu tra le più promettenti attrici francesi della sua generazione e colse il primo successo con il film d'avventura L'uomo di Rio (1964), accanto a Jean-Paul Belmondo.
Raggiunse poi la celebrità grazie all'interpretazione della fredda e raffinata hostess nel film La calda amante (1964), capolavoro di François Truffaut, e confermò la sua notorietà internazionale con il personaggio di Teresa, la moglie frivola e nevrotica in Cul-de-sac (1966) di Roman Polański. Condividendo con la sorella Catherine Deneuve la bellezza classica e riservata, apparve insieme con lei nel musical Josephine (1967), nei ruoli delle gemelle Solange e Delphine, in una gara di composta grazia e seduzione.
Morì prematuramente nel 1967, all'età di 25 anni, in un incidente automobilistico a Villeneuve-Loubet, mentre si dirigeva verso l'aeroporto di Nizza. La vettura che stava guidando, a causa dell'asfalto bagnato, slittò fuori strada, si ribaltò e si incendiò, non lasciandole scampo.

## Filmografia
- Alt alla delinquenza (Les Loups dans la bergerie), regia di Hervé Bromberger (1960)
- La ragazza super sprint (Les Portes claquent), regia di Michel Fermaud e Jacques Poitrenaud (1960)
- La ragazza dagli occhi d'oro (La Fille aux yeux d'or), regia di Jean-Gabriel Albicocco (1961)
- Ce soir ou jamais, regia di Michel Deville (1961)
- Tutto l'oro del mondo (Tout l'or du monde), regia di René Clair (1961)
- Le bugie nel mio letto (Adorable menteuse), regia di Michel Deville (1962)
- La Gamberge, regia di Norbert Carbonnaux (1962)
- Arsenio Lupin contro Arsenio Lupin (Arsène Lupin contre Arsène Lupin), regia di Édouard Molinaro (1962)
- Les Trois chapeaux claques, regia di Jean-Pierre Marchand (1962) - film TV
- Teuf-teuf, regia di Georges Folgoas (1963) - film TV
- L'uomo di Rio (L'Homme de Rio), regia di Philippe de Broca (1964)
- La calda amante (La Peau douce), regia di François Truffaut (1964)
- Caccia al maschio (La Chasse à l'homme), regia di Édouard Molinaro (1964)
- Il piacere e l'amore (La Ronde), regia di Roger Vadim (1964)
- Les Petites Demoiselles, regia di Michel Deville (1964) - film TV
- Gengis Khan il conquistatore (Gengis Khan), regia di Henry Levin (1965)
- A caccia di spie (Where the Spies Are), regia di Val Guest (1965)
- Cul-de-sac, regia di Roman Polański (1966)
- Julie de Chaverny ou La double méprise, regia di Jean-Pierre Marchand (1967) - film TV
- Josephine (Les Demoiselles de Rochefort), regia di Jacques Demy (1967)
- Il cervello da un miliardo di dollari (Un Cerveau d'un million de dollars), regia di Ken Russell (1967)

## Doppiatrici italiane
- Rita Savagnone in Cul-de-sac, Il cervello da un miliardo di dollari
- Fiorella Betti in Caccia al maschio
- Gabriella Genta in Josephine